# Couvignon
Couvignon est une commune française, située dans le département de l'Aube en région Grand Est.
Ses habitants sont les Couvignonais.

## Géographie

Représentations cartographiques de la commune
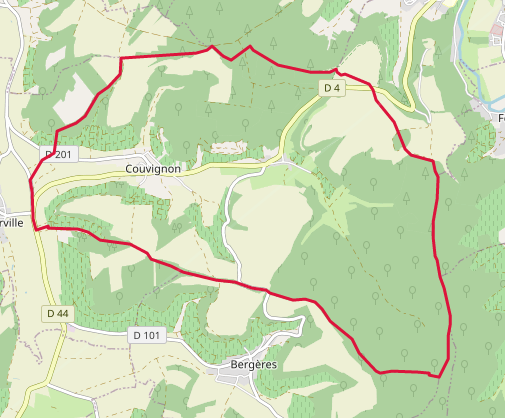
Carte OpenStreetMap.
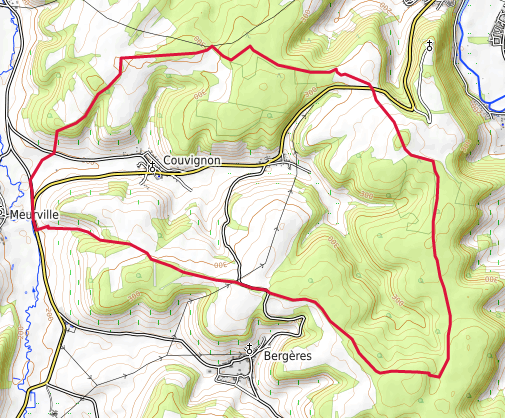
Carte topographique.

### Localisation
Le village se situe à 52 km de Troyes et 7 km de Bar-sur-Aube. La commune comporte un hameau nommé Val Perdu.

### Communes limitrophes
Les communes limitrophes sont Baroville, Bar-sur-Aube, Bergères, Fontaine, Meurville, Proverville, Spoy et Urville.
| Spoy      | Proverville | Bar-sur-Aube |
| Meurville | Couvignon   | Fontaine     |
|           | Bergères    | Baroville    |

### Hydrographie
La commune est dans la région hydrographique « la Seine de sa source au confluent de l'Oise (exclu) » au sein du bassin Seine-Normandie. Elle est drainée par la Pierre,.

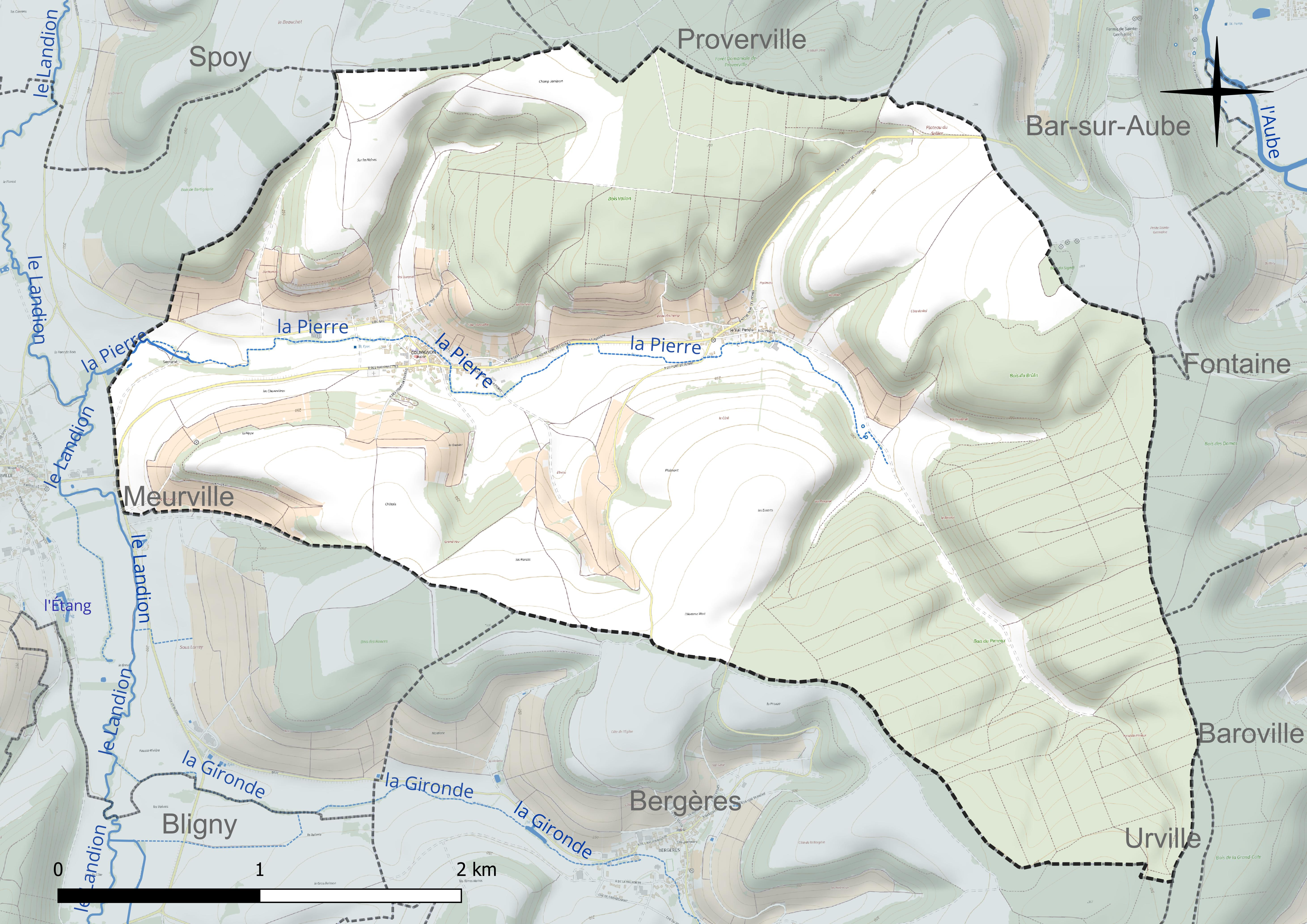
Réseau hydrographique de Couvignon.

### Climat
Pour des articles plus généraux, voir Climat du Grand Est et Climat de l'Aube.
En 2010, le climat de la commune est de type climat des marges montargnardes, selon une étude du Centre national de la recherche scientifique s'appuyant sur une série de données couvrant la période 1971-2000. En 2020, Météo-France publie une typologie des climats de la France métropolitaine dans laquelle la commune est exposée à un climat océanique altéré et est dans la région climatique Lorraine, plateau de Langres, Morvan, caractérisée par un hiver rude (1,5 °C), des vents modérés et des brouillards fréquents en automne et hiver.
Pour la période 1971-2000, la température annuelle moyenne est de 10,5 °C, avec une amplitude thermique annuelle de 16 °C. Le cumul annuel moyen de précipitations est de 875 mm, avec 13,1 jours de précipitations en janvier et 8,7 jours en juillet. Pour la période 1991-2020, la température moyenne annuelle observée sur la station météorologique de Météo-France la plus proche, « Ailleville_sapc », sur la commune d'Ailleville à 6 km à vol d'oiseau, est de 11,4 °C et le cumul annuel moyen de précipitations est de 833,5 mm. 
La température maximale relevée sur cette station est de 41,3 °C, atteinte le 25 juillet 2019 ; la température minimale est de −19,7 °C, atteinte le 20 décembre 2009,,.
Les paramètres climatiques de la commune ont été estimés pour le milieu du siècle (2041-2070) selon différents scénarios d'émission de gaz à effet de serre à partir des nouvelles projections climatiques de référence DRIAS-2020. Ils sont consultables sur un site dédié publié par Météo-France en novembre 2022.

## Urbanisme

### Typologie
Au 1er janvier 2024, Couvignon est catégorisée commune rurale à habitat dispersé, selon la nouvelle grille communale de densité à 7 niveaux définie par l'Insee en 2022.
Elle est située hors unité urbaine. Par ailleurs la commune fait partie de l'aire d'attraction de Bar-sur-Aube, dont elle est une commune de la couronne,. Cette aire, qui regroupe 43 communes, est catégorisée dans les aires de moins de 50 000 habitants,.

### Occupation des sols

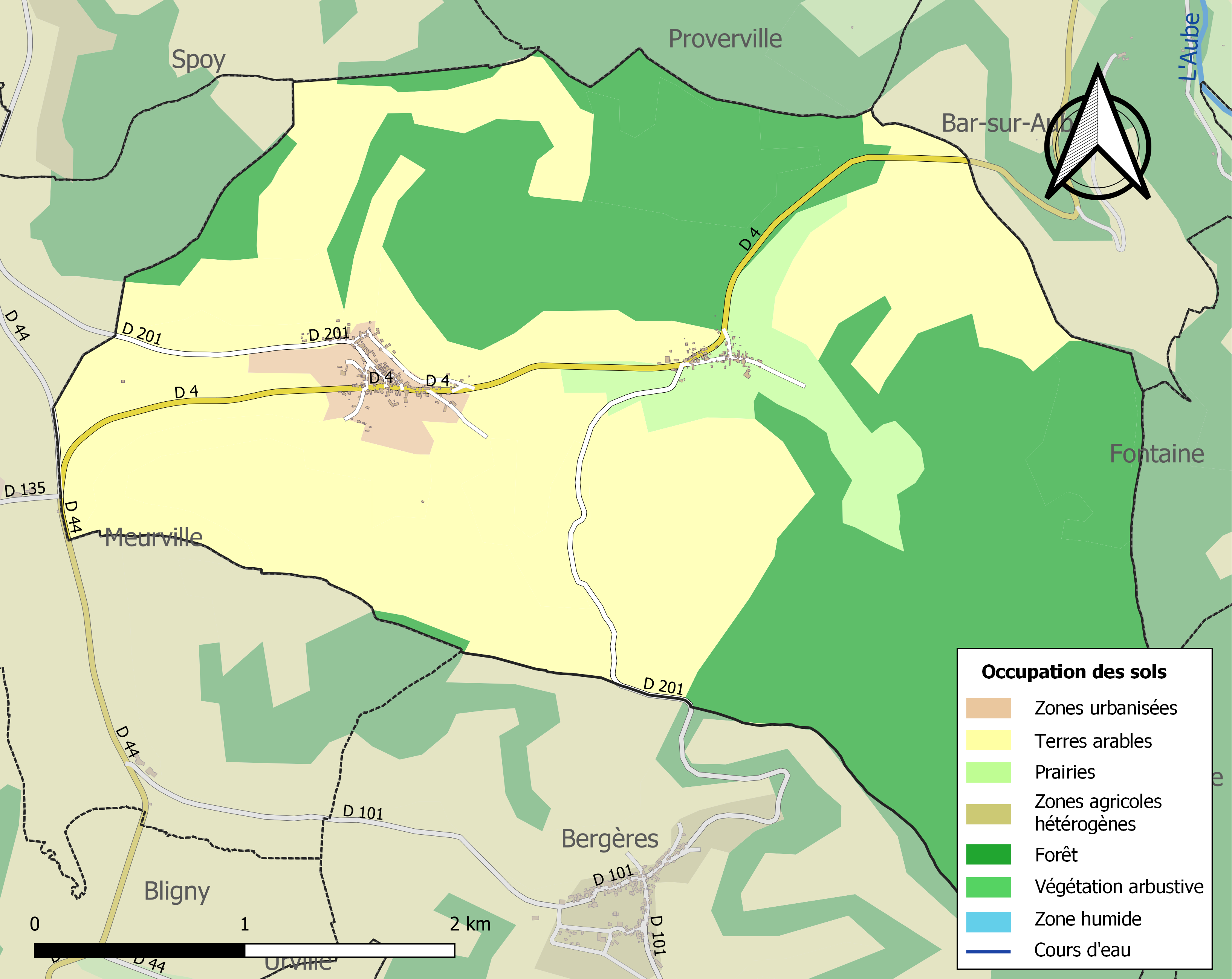
Carte des infrastructures et de l'occupation des sols de la commune en 2018 (CLC).

L'occupation des sols de la commune, telle qu'elle ressort de la base de données européenne d’occupation biophysique des sols Corine Land Cover (CLC), est marquée par l'importance des territoires agricoles (49,9 % en 2018), en diminution par rapport à 1990 (52,3 %). La répartition détaillée en 2018 est la suivante : 
forêts (48 %), terres arables (34,7 %), cultures permanentes (10,1 %), prairies (5,1 %), zones urbanisées (2,1 %). L'évolution de l’occupation des sols de la commune et de ses infrastructures peut être observée sur les différentes représentations cartographiques du territoire : la carte de Cassini (XVIIIe siècle), la carte d'état-major (1820-1866) et les cartes ou photos aériennes de l'IGN pour la période actuelle (1950 à aujourd'hui).

## Politique et administration
| Période                                  | Période   | Identité      | Étiquette | Qualité                    |
| ---------------------------------------- | --------- | ------------- | --------- | -------------------------- |
| (avant 1988)                             | mars 2008 | Alfred Lazaro | DVD       |                            |
| mars 2008                                | 2020      | Hervé Prieur  | DVD       | Retraité de l'enseignement |
| 2020                                     | En cours  | Walter Léger  |           |                            |
| Les données manquantes sont à compléter. |           |               |           |                            |

## Démographie

### Évolution démographique
L'évolution du nombre d'habitants est connue à travers les recensements de la population effectués dans la commune depuis 1793. Pour les communes de moins de 10 000 habitants, une enquête de recensement portant sur toute la population est réalisée tous les cinq ans, les populations de référence des années intermédiaires étant quant à elles estimées par interpolation ou extrapolation. Pour la commune, le premier recensement exhaustif entrant dans le cadre du nouveau dispositif a été réalisé en 2006.

En 2022, la commune comptait 197 habitants, en évolution de −3,43 % par rapport à 2016 (Aube : +0,7 %, France hors Mayotte : +2,11 %).
| 1793 | 1800 | 1806 | 1821 | 1831 | 1836 | 1841 | 1846 | 1851 |
| ---- | ---- | ---- | ---- | ---- | ---- | ---- | ---- | ---- |
| 472  | 577  | 595  | 556  | 604  | 659  | 674  | 694  | 715  |

| 1856 | 1861 | 1866 | 1872 | 1876 | 1881 | 1886 | 1891 | 1896 |
| ---- | ---- | ---- | ---- | ---- | ---- | ---- | ---- | ---- |
| 674  | 692  | 672  | 660  | 624  | 590  | 567  | 546  | 487  |

| 1901 | 1906 | 1911 | 1921 | 1926 | 1931 | 1936 | 1946 | 1954 |
| ---- | ---- | ---- | ---- | ---- | ---- | ---- | ---- | ---- |
| 447  | 386  | 346  | 330  | 309  | 271  | 251  | 223  | 233  |

| 1962 | 1968 | 1975 | 1982 | 1990 | 1999 | 2006 | 2011 | 2016 |
| ---- | ---- | ---- | ---- | ---- | ---- | ---- | ---- | ---- |
| 232  | 228  | 222  | 248  | 232  | 237  | 241  | 213  | 204  |

| 2021 | 2022 | - | - | - | - | - | - | - |
| ---- | ---- | - | - | - | - | - | - | - |
| 198  | 197  | - | - | - | - | - | - | - |

### Pyramide des âges
En 2021, le taux de personnes d'un âge inférieur à 30 ans s'élève à 24,2 %, soit en dessous de la moyenne départementale (35,0 %). À l'inverse, le taux de personnes d'âge supérieur à 60 ans est de 33,6 % la même année, alors qu'il est de 28,2 % au niveau départemental.
En 2021, la commune comptait 97 hommes pour 101 femmes, soit un taux de 51,01 % de femmes, légèrement inférieur au taux départemental (51,30 %).
Les pyramides des âges de la commune et du département s'établissent comme suit :
| Hommes | Classe d’âge | Femmes |
| ------ | ------------ | ------ |
| 0,0    | 90 ou +      | 2,9    |
| 11,2   | 75-89 ans    | 15,7   |
| 18,4   | 60-74 ans    | 18,8   |
| 30,8   | 45-59 ans    | 18,0   |
| 14,5   | 30-44 ans    | 21,2   |
| 13,5   | 15-29 ans    | 8,0    |
| 11,5   | 0-14 ans     | 15,4   |

| Hommes | Classe d’âge | Femmes |
| ------ | ------------ | ------ |
| 0,8    | 90 ou +      | 2,1    |
| 7,4    | 75-89 ans    | 10,2   |
| 17,4   | 60-74 ans    | 18,4   |
| 19,4   | 45-59 ans    | 19     |
| 17,8   | 30-44 ans    | 17,3   |
| 18,3   | 15-29 ans    | 15,9   |
| 19     | 0-14 ans     | 17,1   |

## Histoire
Le nom du village viendrait de deux noms : cortis qui signifie ferme ou domaine, et vigne. En effet, Couvignon se trouve dans un vallon dont les coteaux sont propices à la viticulture. Les habitants portaient autrefois le sobriquet de golurets.
Les premières traces d'occupation humaine remontent au XIIIe siècle. Oger de Couvignon obtient alors que la terre du village soit érigée en baronnie pour services rendus à son suzerain, le comte de Champagne. Le village passera d'une seigneurie à une autre jusqu'à la Révolution française.
Aux XVIIIe et XIXe siècles, le terroir contribue à l'essor de la culture du champagne. Le village se développe : en 1851, sa population atteint 700 âmes. À partir de 1889, le vignoble est touché par le phylloxéra. De ce fait, les vignerons participent à la révolte de 1911 pour faire reconnaître leur terroir dans l'appellation « champagne ».

## Culture locale et patrimoine

### Lieux et monuments
L'église saint Martin comporte un chœur du XIIe siècle et une sacristie du XVe siècle, aux fenêtres en ogive. Le corps principal, sa toiture et le clocher datent du XVIIIe siècle.